# Ghiacciaio Holdsworth
Il Ghiacciaio Holdsworth (in lingua inglese: Holdsworth Glacier) è un ghiacciaio tributario antartico, lungo circa 15 km, che fluisce in direzione nordest dal Fuller Dome per andare a confluire nel fianco sudest del Ghiacciaio Bartlett, nei Monti della Regina Maud, in Antartide. 
La denominazione è stata assegnata dall'Advisory Committee on Antarctic Names (US-ACAN) in onore del geologo neozelandese Gerald Holdsworth, che aveva condotto studi geologici alla Stazione McMurdo nell'estate del 1965-66.